# Movimiento Democrático de Antigua y Barbuda
El Movimiento Democrático de Antigua y Barbuda fue un partido político en Antigua y Barbuda. Las únicas elecciones generales en las que participó fueron las de 1965. A pesar de haber obtenido 20,2% de los votos, no obtuvo ningún escaño.